# Jamie Robinson
Jamie Robinson (Holmfirth, 27 luglio 1975) è un pilota motociclistico britannico.

## Carriera
Per quanto riguarda le competizioni del motomondiale, esordisce nel 1993 in classe 125 con una Honda, nel 1994 corre un Gran Premio nella classe 250, sempre con una Honda, nel 1995 corre due Gran Premi nella classe 500 con una Harris Yamaha e uno nella 250 con l'Aprilia; in nessuna di queste occasioni riesce però a raggiungere una posizione tale da ottenere punti nelle classifiche iridate.
Le sue prime presenze in classifica risalgono pertanto al motomondiale 1996 dove corre in 250 con un'Aprilia, giungendo 18º. Nella stagione successiva passa ad una Suzuki, concludendo 22º.
Nel 1998 partecipa principalmente al campionato Britannico Superbike, che lo vede diciottesimo nella classifica piloti con 37 punti. Nello stesso anno ottiene delle wild card per correre in competizioni mondiali. La prima di queste occasioni è stata la prova britannica del campionato mondiale Superbike, corsa con una Ducati 916 del team GSE Ducati, senza ottenere piazzamenti a punti nelle due gare. In seguito corre anche due gran premi nel motomondiale correndo nella classe 250 con una Yamaha, terminando 33º con 2 punti nella generale.
Si sposta nel campionato Europeo 250 nel 1999, campionato che chiude quarto con 79 punti alla guida di una TSR Honda, realizzando 2 podi come posizionamenti di rilievo nella stagione. Anche in questa annata fa una apparizione in ambito mondiale, correndo il Gran Premio di Gran Bretagna con il team Chesterfield Yamaha Tech 3 sempre in 250, finendo la gara al dodicesimo posto.
Nel 2000 torna come pilota titolare nel motomondiale - classe 250 con una Aprilia, giungendo 19º; proprio in quest'ultima stagione raggiunge anche il suo miglior risultato in un singolo gran premio con il 6º posto ottenuto nel GP d'Olanda.
Rientra nel campionato Britannico Superbike nel 2001, quando si posiziona nono con 144 punti nella graduatoria piloti, e vi resta anche nel 2002, quando invece è solo ventiquattresimo con 20 punti.
Partecipa nuovamente ad una competizione mondiale nel 2003, quando con una Yamaha YZF R6 del team JR Motorsport, corre come wild card le due prova britanniche del campionato mondiale supersport, senza però realizzare risultati tali da consentirgli di portare punti per la classifica.
Dal 2005 al 2007 prende parte al campionato britannico Supersport, proprio l'ultima di queste tre stagioni risulta essere la migliore in questo campionato, infatti è quinto nelle generale con 128 punti ed anche tre piazzamenti a podio.
Nel 2008 invece si cimenta come pilota automobilistico correndo nella categoria Gran Turismo britannica, ottenendo 6 punti che gli valgono la ventunesima posizione in campionato.

## Risultati in gara

### Motomondiale
| 1993 | Classe | Moto  |  |  |  |  |  |  |  |  |  |    |  |  |  |  |  |  | Punti | Pos. |
| ---- | ------ | ----- |  |  |  |  |  |  |  |  |  | -- |  |  |  |  |  |  | ----- | ---- |
| 1993 | 125    | Honda |  |  |  |  |  |  |  |  |  | 20 |  |  |  |  |  |  | 0     |      |

| 1994 | Classe | Moto  |  |  |  |    |  |  |  |  |  |  |  |  |  |  |  |  | Punti | Pos. |
| ---- | ------ | ----- |  |  |  | -- |  |  |  |  |  |  |  |  |  |  |  |  | ----- | ---- |
| 1994 | 250    | Honda |  |  |  | 22 |  |  |  |  |  |  |  |  |  |  |  |  | 0     |      |

| 1995 | Classe | Moto          |    |    |  |  |  |  |  |  |  |  |  |  |  |  |  |  | Punti | Pos. |
| ---- | ------ | ------------- | -- | -- |  |  |  |  |  |  |  |  |  |  |  |  |  |  | ----- | ---- |
| 1995 | 500    | Harris Yamaha | 25 | 18 |  |  |  |  |  |  |  |  |  |  |  |  |  |  | 0     |      |

| 1995 | Classe | Moto    |  |  |  |  |  |  |  |  |    |  |  |  |  |  |  |  | Punti | Pos. |
| ---- | ------ | ------- |  |  |  |  |  |  |  |  | -- |  |  |  |  |  |  |  | ----- | ---- |
| 1995 | 250    | Aprilia |  |  |  |  |  |  |  |  | 17 |  |  |  |  |  |  |  | 0     |      |

| 1996 | Classe | Moto    |    |     |    |   |    |     |   |     |     |    |     |   |     |     |     |  | Punti | Pos. |
| ---- | ------ | ------- | -- | --- | -- | - | -- | --- | - | --- | --- | -- | --- | - | --- | --- | --- |  | ----- | ---- |
| 1996 | 250    | Aprilia | 11 | Rit | 22 | 9 | 17 | Rit | 9 | Rit | Rit | 17 | Rit | 9 | Rit | Rit | Rit |  | 26    | 18º  |

| 1997 | Classe | Moto   |     |    |    |   |    |    |     |    |     |  |     |    |     |     |     |  | Punti | Pos. |
| ---- | ------ | ------ | --- | -- | -- | - | -- | -- | --- | -- | --- |  | --- | -- | --- | --- | --- |  | ----- | ---- |
| 1997 | 250    | Suzuki | Rit | 14 | 16 | 8 | 12 | NP | Rit | 15 | Rit |  | Rit | 13 | Rit | Rit | Rit |  | 18    | 22º  |

| 1998 | Classe | Moto   |  |  |  |  |  |  |  |    |    |  |  |  |  |  |  |  | Punti | Pos. |
| ---- | ------ | ------ |  |  |  |  |  |  |  | -- | -- |  |  |  |  |  |  |  | ----- | ---- |
| 1998 | 250    | Yamaha |  |  |  |  |  |  |  | 16 | 14 |  |  |  |  |  |  |  | 2     | 33º  |

| 1999 | Classe | Moto   |  |  |  |  |  |  |  |    |  |  |  |  |  |  |  |  | Punti | Pos. |
| ---- | ------ | ------ |  |  |  |  |  |  |  | -- |  |  |  |  |  |  |  |  | ----- | ---- |
| 1999 | 250    | Yamaha |  |  |  |  |  |  |  | 12 |  |  |  |  |  |  |  |  | 4     | 28º  |

| 2000 | Classe | Moto    |    |     |     |     |     |     |    |   |     |     |    |    |    |     |     |    | Punti | Pos. |
| ---- | ------ | ------- | -- | --- | --- | --- | --- | --- | -- | - | --- | --- | -- | -- | -- | --- | --- | -- | ----- | ---- |
| 2000 | 250    | Aprilia | 11 | Rit | Rit | Rit | Rit | Rit | 10 | 6 | Rit | Rit | 15 | 15 | 19 | Rit | Rit | NP | 23    | 20º  |

| Legenda | 1º posto        | 2º posto            | 3º posto            | A punti      | Senza punti        | Grassetto – Pole position Corsivo – Giro più veloce |
| Legenda | Gara non valida | Non qual./Non part. | Ritirato/Non class. | Squalificato | '-' Dato non disp. | Grassetto – Pole position Corsivo – Giro più veloce |

### Campionato mondiale Superbike
| 1998 | Moto   |  |  |    |    |  |  |  |  |  |  |  |  |  |  |  |  |  |  |  |  |  |  |  |  |  |  | Punti | Pos. |
| ---- | ------ |  |  | -- | -- |  |  |  |  |  |  |  |  |  |  |  |  |  |  |  |  |  |  |  |  |  |  | ----- | ---- |
| 1998 | Ducati |  |  | 20 | 21 |  |  |  |  |  |  |  |  |  |  |  |  |  |  |  |  |  |  |  |  |  |  | 0     |      |

| Legenda | 1º posto        | 2º posto            | 3º posto           | A punti      | Senza punti        | Grassetto – Pole position Corsivo – Giro più veloce |
| Legenda | Gara non valida | Non qual./Non part. | Ritirato/Non class | Squalificato | '-' Dato non disp. | Grassetto – Pole position Corsivo – Giro più veloce |

### Campionato mondiale Supersport
| 2003 | Moto   |  |  |  |  |  |    |  |    |  |  |  |  | Punti | Pos. |
| ---- | ------ |  |  |  |  |  | -- |  | -- |  |  |  |  | ----- | ---- |
| 2003 | Yamaha |  |  |  |  |  | 16 |  | 20 |  |  |  |  | 0     |      |

| Legenda | 1º posto        | 2º posto            | 3º posto           | A punti      | Senza punti        | Grassetto – Pole position Corsivo – Giro più veloce |
| Legenda | Gara non valida | Non qual./Non part. | Ritirato/Non class | Squalificato | '-' Dato non disp. | Grassetto – Pole position Corsivo – Giro più veloce |